# گوجخالی
گوجخالی (به لاتین: Gojkhali) یک منطقهٔ مسکونی در بنگلادش است که در ناحیه برگونه واقع شده‌است.